# Casa Charles Libby
La Casa Charles Libby  es una casa histórica ubicada en Oceanside, California. La Casa Charles Libby se encuentra inscrita  en el Registro Nacional de Lugares Históricos desde el 12 de julio de 1978.

## Ubicación
La Casa Charles Libby se encuentra dentro del condado de San Diego en las coordenadas 33°11′29″N 117°21′58″O / 33.191389, -117.366111.